# Derry (Maine)
Pour les articles homonymes, voir Derry (homonymie).
Derry est une ville fictive de l'État du Maine, aux États-Unis, créée par le romancier Stephen King et servant de cadre à certains de ses récits, notamment Dreamcatcher et Ça, où elle apparaît pour la première fois, Insomnie et 22/11/63.
Elle fait partie, avec Castle Rock et Jerusalem's Lot, d'une trinité de villes fictives du Maine créées par Stephen King, natif de Portland, qui servent de cadre principal à plusieurs de ses romans.

## Géographie fictive
Derry, d'après la carte fictive du Maine figurant dans les romans Jessie et Dolores Claiborne, se situe au centre de l'État, à quarante-cinq kilomètres à l’ouest de la ville de Bangor, au sud-ouest du comté de Penobscot. Dans Insomnie, on apprend que Derry est la quatrième ville la plus peuplée de l'État (sa population se situant par conséquent aux alentours de trente mille habitants, comme il est dit dans Ça). Elle se situerait en fait à l'emplacement exact de Bangor, comme le prouve la rivière Kenduskeag qui traverse Derry (et Bangor) jusqu'au fleuve Penobscot.

## Histoire de Derry dans l'œuvre de Stephen King
La ville de Derry apparaît pour la première fois dans le roman Ça, où son histoire et sa géographie sont décrites avec beaucoup de détails car elle sert de cadre principal au roman et est étroitement liée à l'histoire de Ça.
Elle apparaît ensuite brièvement dans Les Tommyknockers, Vue imprenable sur jardin secret, avant d'être à nouveau le lieu de l'action principale dans le roman Insomnie. Par la suite, Derry est encore mentionnée dans quelques autres œuvres de Stephen King, étant notamment le cadre du début de Sac d'os et apparaissant dans Dreamcatcher sans oublier le rapide clin d'œil dans Running Man. Elle est à nouveau à l'honneur dans le roman 22/11/63, le personnage principal s'y rendant en 1958, époque des événements de Ça.

## Histoire fictive
Bien avant la création de Derry, en pleine époque préhistorique, l'entité extraterrestre et métamorphe Ça a atterri dans la région qui deviendrait plus tard Derry par une météorite. La créature est restée endormie (en « hibernation ») durant des milliers d'années jusqu'à ce que les premiers hommes s’installent dans la région.
Les premières traces de Derry remontent au début du XVIIIe siècle, avec l'arrivée et l'implantation d'environ trois cents colons anglais du nom de Derrie Compagny dans la région. La vallée de la Kenduskeag était à l'époque une zone marécageuse densément couverte de végétation.
La ville vécut (jusqu'aux années 1920-1930 environ) en majeure partie du commerce du bois, ce qu'on rapporte comme ses années de prospérité. Autour de 1929, il y avait environ vingt mille habitants à Derry. Jusque vers la fin des années 1950, la population à Derry passa de vingt à environ trente mille habitants dans les limites de la ville ainsi sept mille dans les campagnes avoisinantes. À partir de la fin des années 1960, début des années 1970, la ville se modernise et de nombreuses banques s'y implantent. Des magasins comme la pharmacie centrale ferment pour laisser place à des centres bancaires et des parkings.
La ville possède un journal fictif, le Derry News, ainsi qu'une équipe de football, les Derry Tigers.

### Les cycles de violence
D'après Mike Hanlon, le taux de crime de sang à Derry est six fois plus élevé que celui de n'importe quelle autre ville de taille semblable en Nouvelle-Angleterre. Il y aurait environ entre quarante et soixante disparitions d'enfants et d'adolescents par an et, durant certaines périodes fortes du « cycle », ces chiffres augmentent considérablement. En 1930, par exemple, Derry compte plus de cent soixante-dix disparitions de mineurs et en 1957 plus de cent vingt-sept (les disparus ayant tous entre trois et dix-neuf ans).
La raison de toutes ces disparition est que, en réalité, la ville de Derry est gangrénée environ tous les vingt-sept ans par des actes de violence extrême, signes d'entrée et de sortie d'hibernation de l'entité Grippe-Sou le Clown qui hante la ville depuis la venue des premiers hommes dans la région. Ces périodes de violences macabres durent entre quatorze et vingt mois, et ce jusqu'à Noël (ou Pâques au plus tard) où la vie à Derry reprend son cours « normal ». Chaque cycle de violence est aussi défini par une vague d'émigration, où de nombreux habitants préfèrent quitter Derry plutôt que d'y rester et d'y vivre dans la peur.

#### Périodes connues du cycle
Tout au long de l'histoire de Derry, plusieurs périodes de ces cycles de violence ont marqué la ville :
- 1741 : en octobre, disparition des trois cent quarante colons de Derry.
- 1851 : un homme nommé John Markson empoisonne toute sa famille puis se suicide en mangeant une amanite phalloïde.
- 1877 : quatre lynchages sont dénombrés à Derry ; l'un d'eux est un prédicateur laïque de l'Église méthodiste qui a noyé ses quatre enfants dans sa baignoire avant d'abattre sa femme d'un coup de fusil dans le crâne.
- 1879 : un groupe de neuf bûcherons est retrouvé assassiné près de la Kenduskeag (dans les actuelles Friches-Mortes).
- 1904 : un homme nommé Claude Héroux tue un groupe d'hommes dans un bar avec sa hache. Il est par la suite pendu par les habitants de Derry.
- Pâques 1906 : durant une chasse aux œufs, cent-deux personnes (quatre-vingt-huit enfants et quatorze adultes) sont tuées dans l'explosion des aciéries Kitchener.
- 1929 : le gang Bradley qui, depuis les années 1900, dévalisait et assassinait plusieurs propriétaires de magasins à Derry, est sauvagement abattu par plusieurs citoyens de Derry sur Canal Street.
- novembre 1930 (1962 pour l'adaptation de 2017) : Le Black Spot, un bar à la clientèle afro-américaine, est incendié par la Légion de la Décence blanche (homologue nordique du Ku Klux Klan) et fait soixante morts.
- 1958 (pour le téléfilm original, et en 1989 pour l'adaptation de 2017) : une violente tempête s'abat sur Derry. Grippe-Sou, sorti de son hibernation, attire Georgie Denbrough durant la tempête et le tue sauvagement. Ce cycle-là est brutalement arrêté en août grâce au Club des Ratés qui renvoie Ça en hibernation forcée.
- 1984 (pour le téléfilm original et en 2016 pour l'adaptation de 2019) : Grippe-Sou se réveille à nouveau de son cycle d'hibernation, dévorant un jeune homme nommé Adrian Mellon qui, victime d'une agression homophobe par trois adolescents, se retrouve jeté d'un pont qui enjambe le canal de Kenduskeag. Dans les mois qui suivent la mort d'Adrian Mellon, neuf enfants sont retrouvés morts.

Finalement, la mort de Grippe-Sou en 1985, anéanti par le Club des Ratés, provoque une gigantesque tempête « plus violente encore que celle de l'automne 1958 » qui entraine la destruction de tout le centre-ville ainsi que la mort ou le départ de nombreux habitants.
Chacun de ces meurtres ou de ces disparitions a toujours trouvé raison auprès d'un bouc émissaire choisi inconsciemment par les habitants de Derry, et ce malgré les enquêtes menées par les autorités de la ville qui n'aboutissent jamais à des pistes avérées, permettant à l'entité Grippe-Sou d'agir en toute impunité. En 1958, c'est Henry Bowers qui fut désigné comme le responsable de toutes les disparitions et de tous les meurtres d'enfants au cours de l'année (notamment ceux de Georgie, Betty Ripsom et Eddie Corcoran) : il fut condamné à l'emprisonnement dans l'asile psychiatrique de Juniper Hill.

### Fêtes du Canal

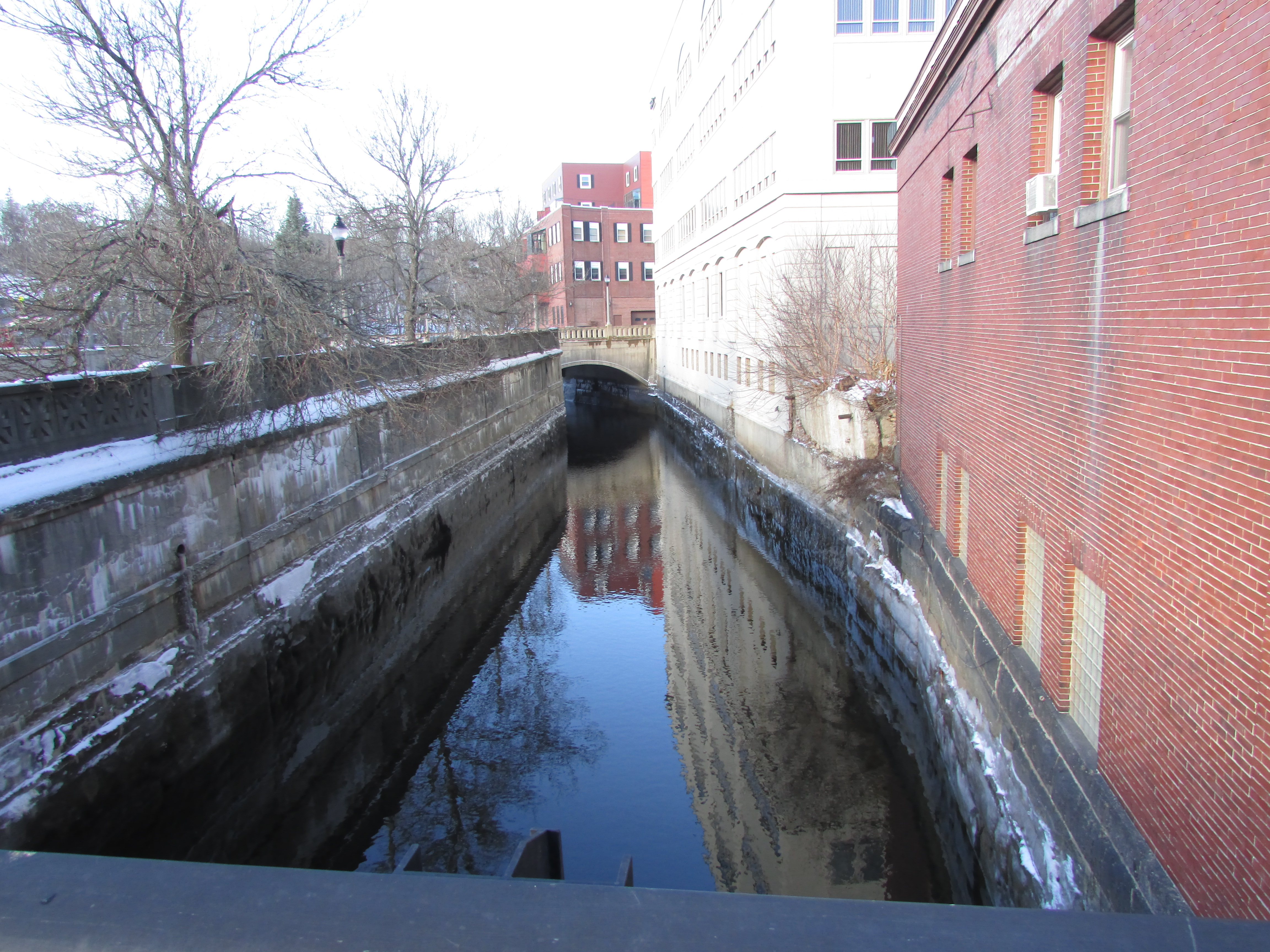
Le canal traversant Bangor (et Derry).

En 1984, la ville de Derry célébra les Fêtes du Canal (en anglais : Derry Canal Days Festival) en l'honneur du centenaire de la construction du canal qui traverse le centre-ville. Du 15 au 21 juillet, des activités étaient proposées aux habitants de Derry : Bassey Park accueillait une fête foraine, et des orchestres jouaient tous les soirs au parc du centre-ville. Des boutiques inoccupées exposaient des objets de bûcherons, des photos du massacre du gang Bradley ou des reportages sur la vie quotidienne à Derry au cours des cent dernières années. C'est grâce à la construction du canal que Derry avait pu se pleinement se dédier au commerce du bois entre 1884 et 1910, époque de prospérité pour la ville.
Le dernier soir des Fêtes du Canal s'achève avec l'agression et le meurtre d'Adrian Mellon par John « Webby » Garton, Chris Unwin et Steve Dubay, qui le jettent du haut du pont de Derry où Mellon sera sauvé de la noyade puis dévoré par Grippe-Sou.

### Tempête de 1985
Le 31 mai 1985, après que le Club des Ratés soit enfin parvenu à annihiler l'entité Grippe-Sou (grâce au rituel de Chüd), une gigantesque tempête ravage Derry. La tempête (décrite à la fin du roman Ça) provoque de nombreuses inondations et fait sortir la rivière Kenduskeag de son lit, inondant tout le centre-ville. De nombreux bâtiments publics comme privés sont touchés ou détruits et de nombreuses personnes trouvent la mort (soixante-sept morts et plus de trois cent vingt blessés). Le centre ville, gorgé d'eau, voit tout son système de canalisation s'effondrer et son sol s'affaisser. À la suite de cette terrible tempête, de nombreux habitants quittent Derry et la ville connaît comme une longue agonie, pourrissant et dépérissant face à la fuite de la population, à la fermeture des commerces et entreprises.

#### Déroulement de la tempête[2]
La tempête arrive aux environs de 5 heures du matin, quand la cloche de l'église baptiste, dressée à l'angle de Witcham et Jackson Streets depuis 1897, cesse de sonner ses coups, éveillant une angoisse profonde à plusieurs habitants de Derry : « L'horloge de l'église n'a pas sonné… Qu'est-ce qui cloche ? Sur quoi il fut saisi d'une peur vaste et mal définie ».
À 5 h 30, la pluie s'abat sur la ville alors que les stations météorologiques de la région prévoyaient une journée ensoleillée.
À 6 heures, la patrouille de police de la route instaure une signalisation d'urgence alors que certaines voies sont déjà bouchées et que les eaux du canal montent dangereusement.
Un peu plus tôt, à 5 h 45, un transformateur près du dépôt de camions abandonné des frères Tracker explose, provoquant l'incendie du dépôt. Les pompiers arrivent sur place à 6 h 2 et l'un d'eux est mortellement électrocuté. L'explosion du dépôt provoque une coupure d'électricité dans toute la partie de Derry située du côté Kansas Street des Friches-Mortes.
À 6 h 5 puis 6 h 6, toutes les résidences d'Old Cap (sur Merit Street) subissent une violente secousse, et leurs toilettes explosent en geyser d'excréments et d'eaux d'égout. Certains plafonds de salle de bains s'écroulent et deux femmes sont tuées par l'explosion.
À 6 h 19, la foudre frappe le pont des Baisers, et les éclats de bois tombent dans le canal de la Kenduskeag qui les emporte.
Vers 7 heures (l'église baptiste n'a toujours pas sonné 6 heures ni 7 heures), le vent ayant atteint 60 km/h souffle « selon un modèle semi-circulaire », comme un mini-ouragan.
À 7 h 17 à Old Cap, un vieil érable s'effondre sur un débit de boissons en brisant au passage des câbles électriques, ce qui prive de courant les quartiers de Sherburn Woods et d'Old Cap. À peine trois minutes plus tard, l'église baptiste sonne enfin (treize coups) avant de recevoir un coup de foudre qui fait exploser son clocher « comme s'il avait été bourré de dynamite ».
À 7 h 25, les sept robinets à bières du Wally's Spa s'ouvrent et déversent dans l'établissement un flot de sang, de cheveux et de morceaux de chair ; l'implosion des robinets brise les fenêtres du bâtiment.
À 7 h 49, une série d'explosions secoue le centre commercial de Derry, détruisant plusieurs boutiques et ouvrant de larges brèches dans le toit et dans la banque (il n'y a aucune victime car les lieux n'ouvrent pas avant 10 heures).
À 8 heures, le docteur Hale est décapité par une plaque d'égout éjectée (alors même qu'il disait que cette tempête ne serait jamais pire que celle de 1957, où Georgie Denbrough trouva la mort).
À 9 h 20, on relève une vitesse moyenne du vent à Derry de cent douze kilomètres par heure (et ce avant que la coupelle plantée sur le toit du tribunal soit emportée par ce même vent).
À 9 h 50, on empile pour la première fois depuis 1957 des sacs de sable sur les rebords du canal, et les rues de Main Street et Up-Mile Hill sont déjà inondées. Vers midi, la végétation des Friches-Mortes est engloutie sous les torrents de la Kenduskeag et le château d'eau s'effondre, renversant tous les arbres entre le Memorial Park et Kansas Street et emportant avec ses eaux les fondations d'une douzaine de maisons qui sont entraînées dans les Friches.
Entre 10 heures et 10 h 15, la statue de Paul Bunyan explose sur son socle ; sa hache vole et s'écrase sur le pont des Baisers.
À 10 h 2, le centre-ville de Derry s'effondre littéralement, la faute (d'après le Derry News) aux soutènements du canal qui, sous le poids de l'inondation, ont fini par s'effondrer. Main Street s'ouvre en deux pour s'enfoncer dans le canal et plusieurs magasins et bâtiments du centre-ville s'écroulent. La Kenduskeag vient alors balayer ce qu'il reste des lieux avec ses eaux.
À 10 h 30, le corridor de verre reliant la bibliothèque des enfants à celle des adultes se brise en mille morceaux et, trois minutes plus tard, la pluie cesse brusquement, tout comme le vent. Le soleil réapparaît seulement un quart d'heure après.
De nombreux journaux arrivent à Derry en fin de journée pour parler de l'incident alors que le cratère créé dans le centre-ville continue de croître. La ville périclite lentement : « Derry se délitait comme un arbre perd ses feuilles. »

Il est expliqué à la fin du roman Ça (par l'intermédiaire du personnage de Mike Hanlon) que le dépérissement de Derry est dû au fait que Grippe-Sou est mort, car celui-ci avait depuis des milliers d'années une emprise telle sur la ville, qu'en mourant c'est une part entière (matérielle et immatérielle) de Derry qui mourut avec lui, devenue dépendante de ses pouvoirs : 

« Je crois pour ma part que, après une longue existence d'une vie vampirique et crépusculaire, Derry est en train de mourir… Comme la toxique et la nocturne morelle noire dont le temps de la floraison est passé. »

## Lieux notables

### Neibolt Street
La rue Neibolt (Neibolt Street en anglais) est décrite dans le roman comme laissée à l'abandon et dont les maisons, au fur et à mesure que l'on avance, se trouvent en piteux état, à vendre ou tout bonnement et simplement abandonnées. C'étaient les employés des chemins de fer (ingénieurs, mécaniciens, employés de la gare de Derry) qui occupaient presque toutes les masures de la rue et ce jusqu'à la fin de la Seconde Guerre mondiale. Le déclin de Neibolt Street a suivi celui de la gare de la ville durant la fin des années 1950.

#### Maison du 29, Neibolt Street

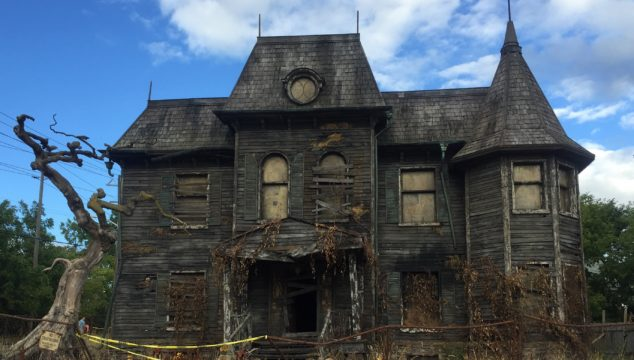
La maison du 29, Neibolt Street (décor du film Ça situé sur St James Street à Oshawa au Canada, aujourd'hui démoli)

La vieille maison abandonnée du 29, Neibolt Street (située près du dépôt ferroviaire de Derry et de la gravière, tous deux éloignés du centre-ville) voit plusieurs fois l'apparition de Grippe-Sou face au Club des Ratés. Elle est présentée comme un endroit malsain dans lequel « les camés et les clochards » viennent se cacher. On la découvre pour la première fois en 1958, quand Eddie Kaspbrak se retrouve face à Grippe-Sou sous la forme d'un lépreux sans abri qui lui demande de l'argent en échange d'une fellation. Plus tard, après qu'Eddie a raconté sa mésaventure à ses amis, Bill Denbrough et Richie Tozier vont enquêter sur les lieux et se retrouver nez à nez avec le clown, alors déguisé sous la forme d'un loup-garou. À la suite de cela, le Club des Ratés revient pour l'affronter et, après avoir pris le dessus sur lui, verra Ça s'échapper par un trou d'évacuation menant aux égouts, ce qui les poussera plus loin dans l'histoire à le poursuivre à travers le réseau d'égouts de la ville.
La maison est dépeinte comme un édifice pimpant ayant un style architectural Cape Cod et peinte d'un rouge virant sur le rose ; les fenêtres, elles, sont barricadés par des planches en bois. Il est dit que les bardeaux de bois ont presque tous sauté et que le gazon devant la maison est envahi par des pissenlits et de grands tournesols à l'aspect inquiétant.
Vingt-sept ans après, le 22 mai 1984, le corps de John Feury (une des nouvelles victimes du clown démoniaque) est retrouvé devant la vieille maison.
Dans les adaptations cinématographiques de 2017 et de 2019 (Ça et Ça : Chapitre 2), la maison du 29, Neibolt Street est un point important car lieu abritant le vieux puits qui mène dans les égouts de Derry et dans l'antre de Ça. À la fin du second film, après que le Club des Ratés ait enfin réussi à éliminer Grippe-Sou, la maison sur Neibolt Street s'effondre.

#### Grace Baptist Church
L'église Baptiste de Derry (Grace Baptist Church en anglais) est une institution religieuse située au croisement entre Neibolt Street et la route numéro 2. Elle est décrite comme un petit bâtiment scolaire en bois dont l'entrée est ornée de la devise suivante : « Laissez venir à moi les petits enfants ». Eddie Kaspbrak passait devant à chaque fois qu'il se rendait à la gare de Derry durant son enfance et il est dit que certains samedis on pouvait entendre des hymnes chantés par les membres de la petite institution religieuse.
Mike Hanlon, dont la famille était baptiste, a passé toutes ses années d'école élémentaire à l'institution Baptiste de Derry.

#### Gare de Derry
Située au bout de Neibolt Street, la gare de Derry est un lieu où Eddie Kaspbrak aimait se rendre enfant. Comportant six voies, la gare ferma entre 1956 et 1957, après que la compagnie ferroviaire Southern Seacoast eut fait faillite. D'après la mère d'Eddie, Sonia Kaspbrak, on pouvait prendre un train de passagers de la GS&WM jusqu'à l'époque de la Guerre de Corée. Certains clochards et vagabonds descendaient à la gare de Derry de la fin-septembre à la mi-novembre pour embarquer dans d'autres trains passants ; l'un d'eux (caché sous le porche de la maison du 29, Neibolt Street) ayant terrorisé Eddie Kaspbrak en lui demandant de l'argent (ce que l'entité Ça reprendra pour faire peur à Eddie un peu plus tard dans le roman).
Jusqu'en 1958, la gare était dirigée par Mr. Braddock.

### Friches-Mortes
Les Friches-Mortes sont une étendue de terres délaissées et de bosquets suivant le lit de la Kenduskeag dans laquelle sont rejetées les eaux usées (les « eaux grises ») des égouts de la ville. C'est l'un des lieux majeur du roman et de Derry, mesurant environ cinq kilomètres de longueur et deux kilomètres de largeur, délimité par Kansas Street d'un côté et par le quartier de logements sociaux d'Old Cape de l'autre. Les Friches-Mortes sont traversées en leur centre par la Kenduskeag ; les seuls vestiges urbains de Derry dans cette zone est la station de pompage no 3 qui mène dans les égouts de la ville ainsi que la décharge. Dans le roman il est dit que, vu des airs, les Friches-Mortes ressemblent à « un grand poignard vert pointé sur le centre-ville ».
Dans le roman, il est expliqué par l'officier Nell que toutes les fosses de drainages de Derry versent les eaux usées (hormis les excréments) dans des ruisseaux qui rejoignent les Friches-Mortes et que, comme la vallée est un lieu propice aux inondations (à cause des marais et nombreux cours d'eau) il suffit qu'il y ait formation d'un bouchon dans la Kenduskeag (un arbre déraciné ou encore le barrage que le club des Ratés fabriqua en 1958) pour que toute l'eau des bassins de décantations reflue vers les caves des maisons sur Witcham, Kansas et Jackson Street.
On retrouve dans ces friches le Club souterrain, quartier général du Club des Ratés où ils se retrouvent et se cachent maintes fois de la bande de Henry Bowers. C'est dans ces mêmes Friches-Mortes que Ben, Eddie, Stanley et Bill fabriquent un barrage dans le torrent Kenduskeag et où le Club des Ratés rejoignit la station de pompage par laquelle descendre dans les égouts et dans l'antre de Grippe-Sou.
Dans l'adaptation cinématographique d'Andrés Muschietti, le Club des Ratés va dans les Friches-Mortes pour visiter les égouts, Bill espérant retrouver une trace de son petit frère disparu, Georgie. C'est là-bas qu'ils affrontent le gang de Henry Bowers durant la bataille de cailloux et que, après une forte crue, Henry Bowers ressort des égouts avec tous les cadavres des enfants disparus.

### Canal et rivière Kenduskeag

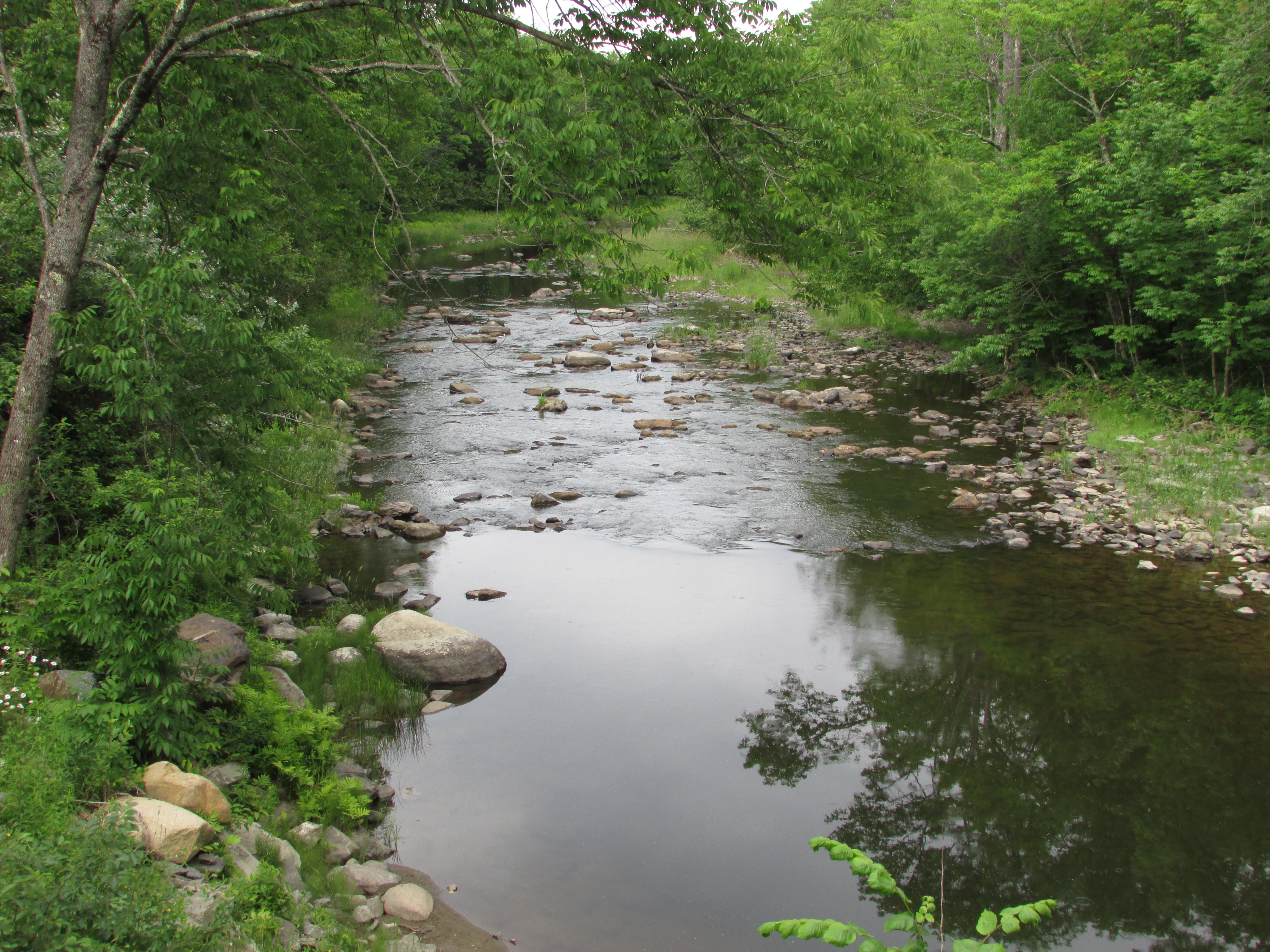
La rivière Kenduskeag qui traverse les Friches-Mortes et Derry.

La rivière Kenduskeag traverse toute la ville de Derry, des Friches-Mortes et de Neibolt Street jusqu'au centre-ville où elle est contenue dans un canal avant de se jeter dans la Penobscot. Le canal en lui-même plonge sous la ville au niveau du croisement entre Main Street et Canal Street avant de ressortir au bout d'un kilomètre dans Bassey Park.
En janvier 1958, Ben Hanscom voit Grippe-Sou le clown transformé en momie alors qu'il est sur le pont. La créature se tient sur le canal, gelé en cette période d'hiver, et tente d'attirer Ben à elle qui finit par prendre la fuite, apeuré.
Le 19 juin 1958, un jeune garçon du nom d'Eddie Corcoran est attaqué non loin du canal (vers Bassey Park) puis tué par Ça, alors transformé sous la forme de la créature du Lagon noir.
C'est encore au niveau de ce canal et du pont de Derry que, en 1984, pendant les Fêtes du Canal, Adrian Mellon est agressé puis assassiné, première victime du dernier cycle du monstre Grippe-Sou.
Durant la tempête dévastatrice de 1985, la Kenduskeag sort de son lit et inonde toutes les Friches-Mortes.

### Aciéries Kitchener
Les ruines des aciéries Kitchener, situées sur Pasture Road (on loin du centre-ville de Derry, vers la fin des Friches-Mortes) sont un des lieux importants dans les cycles de violence qui gangrènent Derry tous les vingt-sept ans. En effet, en 1906, malgré l'arrêt apparemment complet de toutes les machines de l'usine, les aciéries ont explosé de façon inexplicable durant une chasse aux œufs de Pâques, tuant un groupe de 102 personnes dont 88 enfants et renvoyant Grippe-Sou dans un nouveau cycle d'hibernation.
C'est dans les ruines des aciéries que, en 1958, Mike Hanlon rencontre pour la première fois Ça, alors sous la forme d'un gigantesque oiseau préhistorique aux airs de Rodan.
Dans l'adaptation cinématographique de 2017, c'est Ben qui apprend l'incident des aciéries Kitchener dans un livre de la bibliothèque publique où il découvre les images des victimes de l'explosion dont celle représentant la tête décapitée d'un enfant (Robert Dohay) accrochée dans un arbre.

#### Centre commercial de Derry
Le centre commercial de Derry a été construit sur les ruines des aciéries Kitchener autour des années 1980. Il se trouve sur Mall Road (qui autrefois s'appelait Pasture Road) et est décrit comme le troisième plus grand de l'État du Maine, composé de 48 boutiques. Juste à côté du centre commercial se trouve le restaurant Jade of the Orient où le Club des Ratés se retrouve en 1985. Ce vaste complexe de commerce finira par être totalement détruit durant l'affrontement final où Derry sera ravagée par une terrible tempête.

### Bassey Park et statue de Paul Bunyan

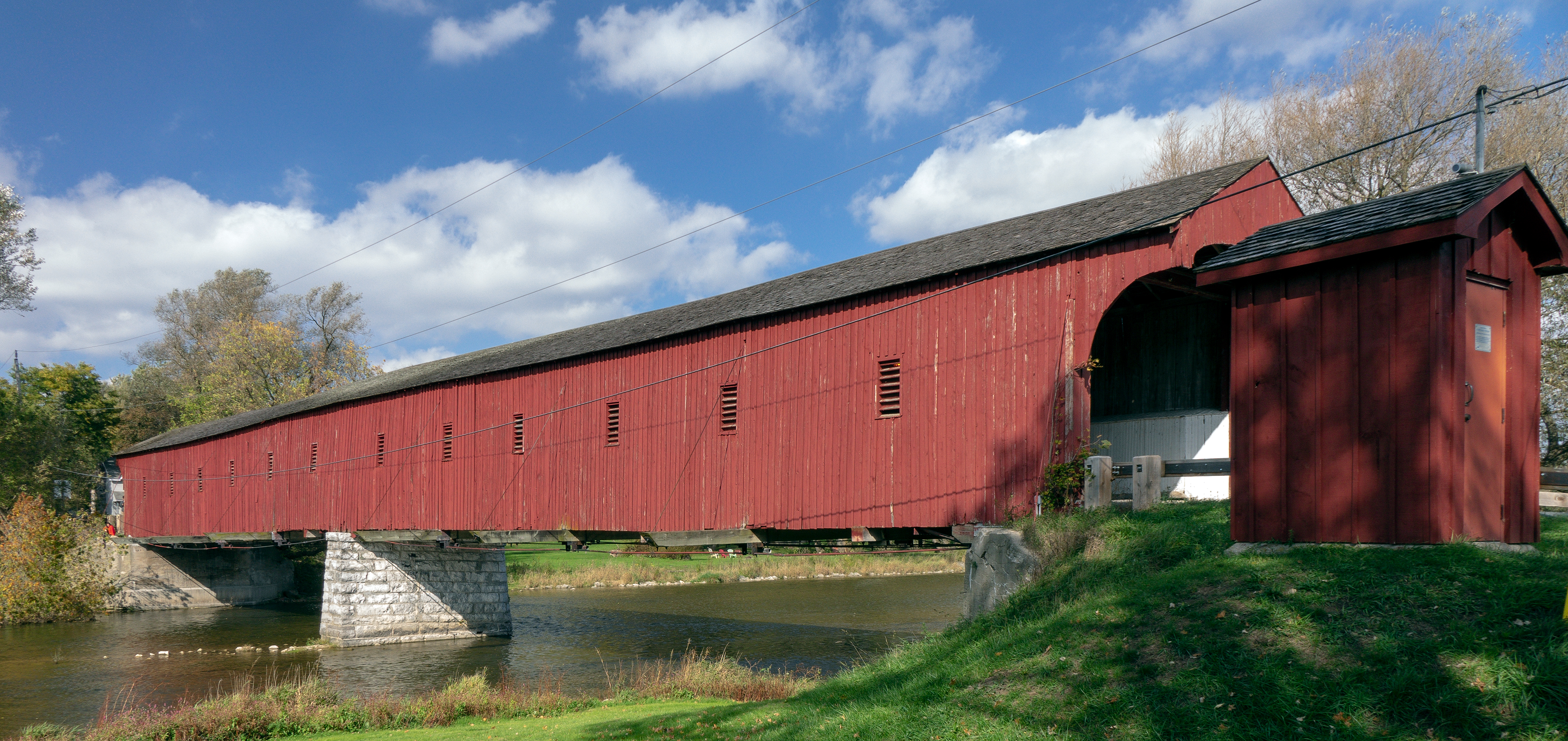
Le pont des Baisers (dans les adaptations de 2017 et de 2019).

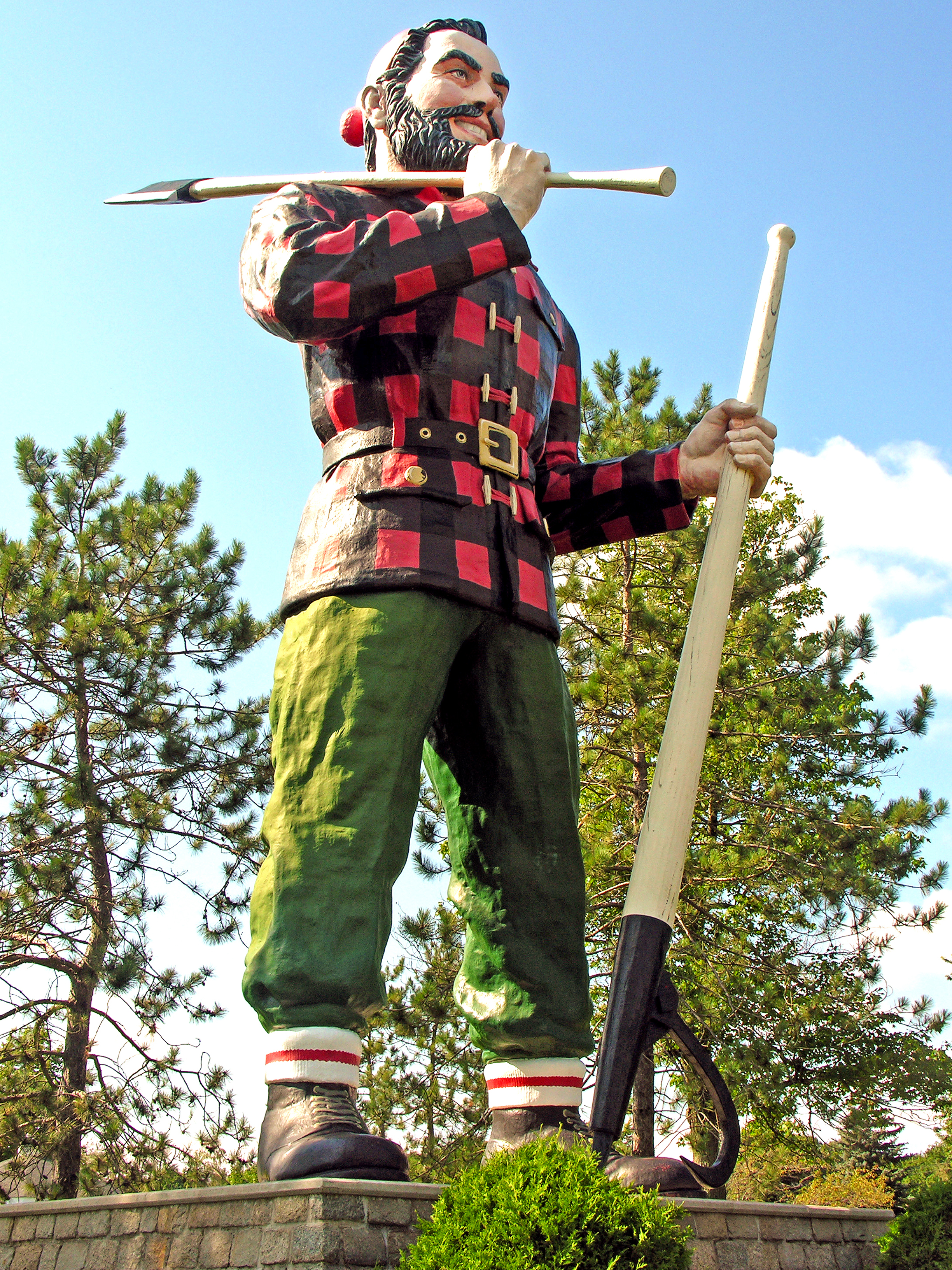
Statue de Paul Bunyan de Bangor, qui a fortement inspiré Stephen King pour celle de Derry.

Bassey Park est l'un des principaux parcs de Derry, situé tout proche du centre-ville, à côté de l'école publique du secondaire (Derry High School). C'est dans ce parc que se trouve le pont des Baisers (en anglais : Kissing Bridge), un pont couvert traversant la Kenduskeag et reliant le parc à l'école du secondaire, où les adolescents viennent graver leur nom.

#### Statue de Paul Bunyan
Non loin de là se trouve la statue de Paul Bunyan. Située au cœur du centre-ville, juste en face du Centre communautaire de Derry (construit entre 1954 et 1955), elle est décrite comme une statue moulée en plastique haute de six mètres élevée sur un socle de deux mètres, représentant un bûcheron souriant en salopette et chemise à carreaux rouge et blanche, tenant une hache sur son épaule. Cette statue de Paul Bunyan, dirigée vers Outer Canal Street et vers le nord, a été inaugurée le 13 mai 1957, le jour du cent-cinquantenaire de la fondation de Derry. Son édification par le conseil municipal était très controversée et elle avait, d'après Richie Tozier, provoqué de nombreux débats.
Le centre-ville et la statue de Paul Bunyan sont le lieu exact d'atterrissage de Ça sur terre, des millions d'années auparavant.
En mars 1958, Richie Tozier sera attaqué par Grippe-Sou déguisé sous la forme de la statue de Paul Bunyan qui le prendra en chasse avec sa hache géante. Quand le Club des Ratés revient à Derry en 1985, Richie est encore une fois attaqué par Ça au même endroit qu'en 1958, l'entité démoniaque étant alors transformée en clown géant de six mètres de hauteur.

### Memorial Park et château d'eau
Le Memorial Park est l'un des principaux parcs de Derry, se situant à deux kilomètres à l'ouest du centre-ville sur Kansas Street, près des Friches-Mortes, sur l'ancien emplacement du Black Spot (bar afro-américain qui fut incendié en 1930). Cet espace bucolique forme un petit rectangle en pente en direction de Kansas Street, dénué de terrain de jeu ou d'installation sportive, séparé du riche quartier de West Broadway par une ceinture de verdure. Au cœur du parc se trouve le château d'eau de Derry (tout droit tiré du Thomas Hill Standpipe (en), château d'eau de Bangor avec lequel il possède de nombreuses similitudes) haut de trente-cinq mètres et revêtu d'une paroi blanche éblouissante. Le parc tient son nom du régiment de Derry, le 23e du Maine. Une statue en mémoire se tenait à l'origine dans le parc mais après une tempête durant les années 1940 elle fut détruite et, par manque d'argent, la municipalité ne l'a jamais réparée et a fait construire à la place un bassin pour oiseaux sur lequel est inscrit la citation suivante : « Apparebat eidolon senex » (de Pline).
C'est dans le Memorial Park (au bas château d'eau plus précisément) qu'un membre du Club des Ratés, Stanley Uris, vit pour la première fois en avril 1958 l'entité Ça, alors déguisée sous la forme des enfants noyés.

#### Le château d'eau

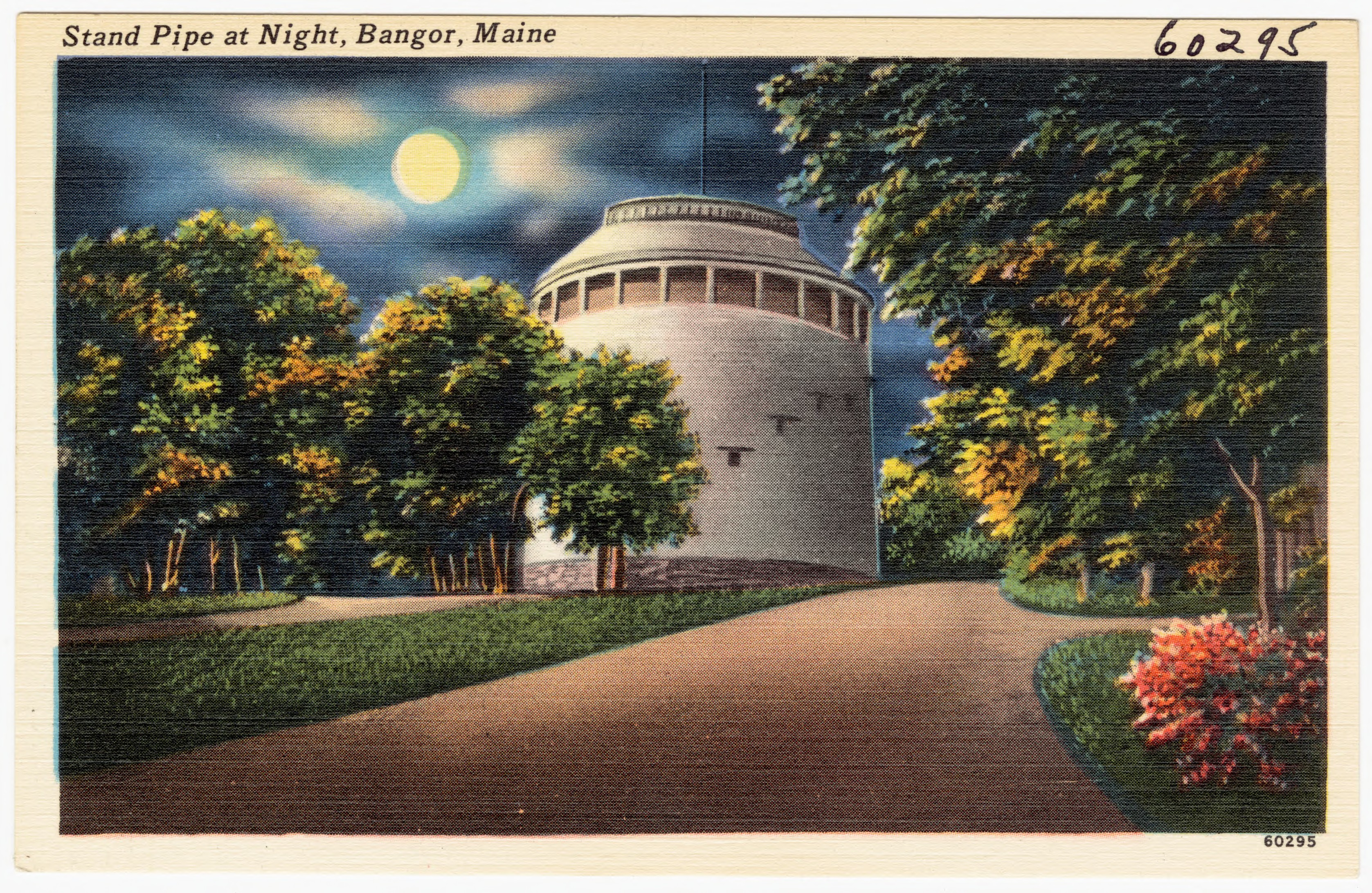
Carte postale du château d'eau de Bangor.

À ses débuts (et ce jusque dans les années 1930), le château d'eau était ouvert au public afin que les habitants qui venaient au Memorial Park puissent emprunter son escalier en colimaçon autour du réservoir en acier inoxydable et admirer depuis le haut du château d'eau une vue panoramique sur Derry et les campagnes environnantes. Mais les lieux finirent par être fermés après plusieurs incidents où des enfants et un bébé furent retrouvés noyés dans le réservoir. Jusqu'à la fin du XIXe siècle, le château d'eau suffisait aux besoins en eau de Derry (car il en contenait environ cinq millions de litres).
Après que Grippe-Sou a été vaincu en 1985 par le Club des Ratés, la terrible tempête qui suivit le Rituel de Chüd détruisit de nombreux bâtiments et monuments de Derry dont le château d'eau qui se renversa, se vida et roula sur un pan de la colline pour aller s'écraser dans les Friches-Mortes.
Dans Dreamcatcher, Mr Gray se rend à Derry pour trouver le château d'eau et y découvre à la place une statue en bronze coulé édifiée par le Club des Ratés en mémoire des victimes de Grippe-Sou et de la tempête de 1985. La plaque commémorative sous la statue est vandalisée et on peut y lire PENNYWISE LIVES (« Grippe-Sou vit »).

#### LeBlack Spot
Se situant à l'emplacement actuel du Memorial Park jusqu'en 1930, le Black Spot était un bar afro-américain à la clientèle presque exclusivement faite de militaires noirs venant du camp de l'armée de l'air de Derry. Le bâtiment n'était au départ qu'une grange en tôle et au sol en terre battue réquisitionnée par l'armée de la base aérienne de Derry au début des années 1930 qui fut donnée à la section E du camp militaire de Derry (dont le père de Mike Hanlon, William, faisait partie). La grange fut rénovée par la section E : en juillet 1930 l'électricité fut mise et on pouvait y manger, en fin août un orchestre de jazz créé par les membres de la section E jouait les vendredis et samedis soirs. Des gens de la ville, en plus de la clientèle militaire, ont commencé à venir au Black Spot. Au mois d'octobre, le bar était devenu à la mode à Derry et dans les villes voisines (Bangor, Newport et Haven) ; de nombreux blancs y venaient boire et danser. Mais un samedi de novembre 1930, la Légion de la Décence blanche (implantée dans le Maine à Derry uniquement) incendie le Black Spot. Parmi les deux cents à trois cents clients qui s'y trouvent, 60 y trouvent la mort, dont 18 hommes de la section E. Sur les 60 morts, environ 37 étaient des hommes noirs.

### Cinéma de l'Aladdin

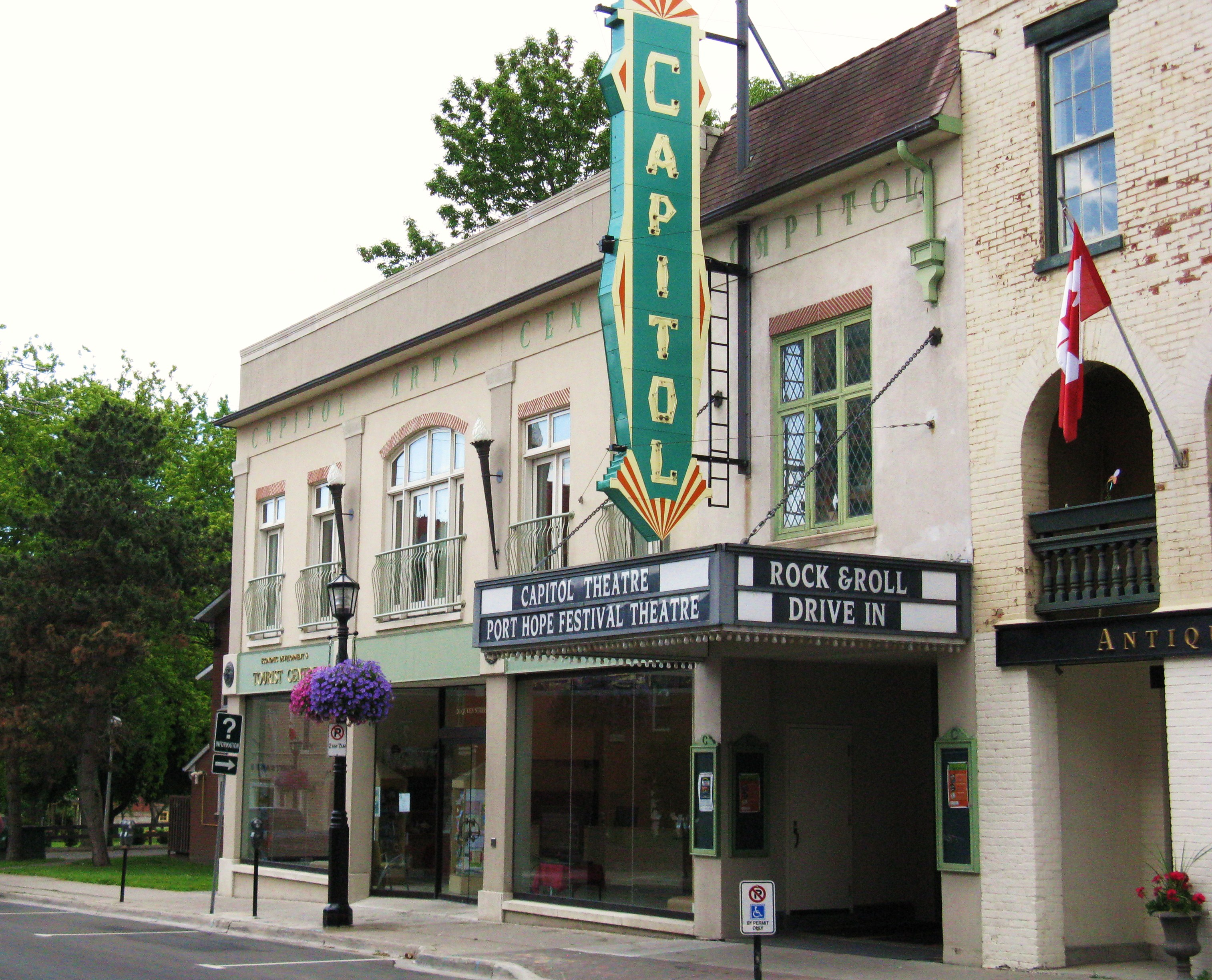
Capitol Theater de Port Hope, représenté en cinéma de Derry dans Ça et Ça : Chapitre 2.

Le cinéma de l'Aladdin est l'unique cinéma de Derry, où Richie, Beverly et Ben se rendent dans le roman pour voir I Was a Teenage Frankenstein. Ils y rencontrent la bande de Henry Bowers et ont une altercation avec eux.
Le cinéma est en 1958 géré par Mr Foxworth. La salle de cinéma comporte, en plus des rangées du bas, des balcons. Une sortie latérale du bâtiment existe (que Richie, Beverly et Ben emprunteront pour fuir la bande de Bowers), ouvrant sur une petite allée entre l'Aladdin et la sandwicherie Nan's.
En 1984, le cinéma risque la fermeture dans le but d'édifier un centre bancaire, mais un comité formé par des habitants de la ville empêche la destruction de l'Aladdin (et ce en grande partie grâce à Mike Hanlon).
Dans les films, le cinéma sert surtout de salle d'arcade pour les enfants de Derry comme Richie. C'est le Capitol Theatre (en) de Port Hope qui a été utilisé comme décor de l'Aladdin cinéma dans l'adaptation cinématographique de 2017.

### Décharge de Derry
La décharge de Derry se trouve à côté des Friches-Mortes, juste derrière la gravière et Neibolt Street. C'est dans ce lieu que Patrick Hockstetter, fidèle membre de la bande de Henry Bowers, sera tué, attaqué par Grippe-Sou sous la forme de sangsues volantes.

### Derry Public Library (bibliothèque publique de Derry)

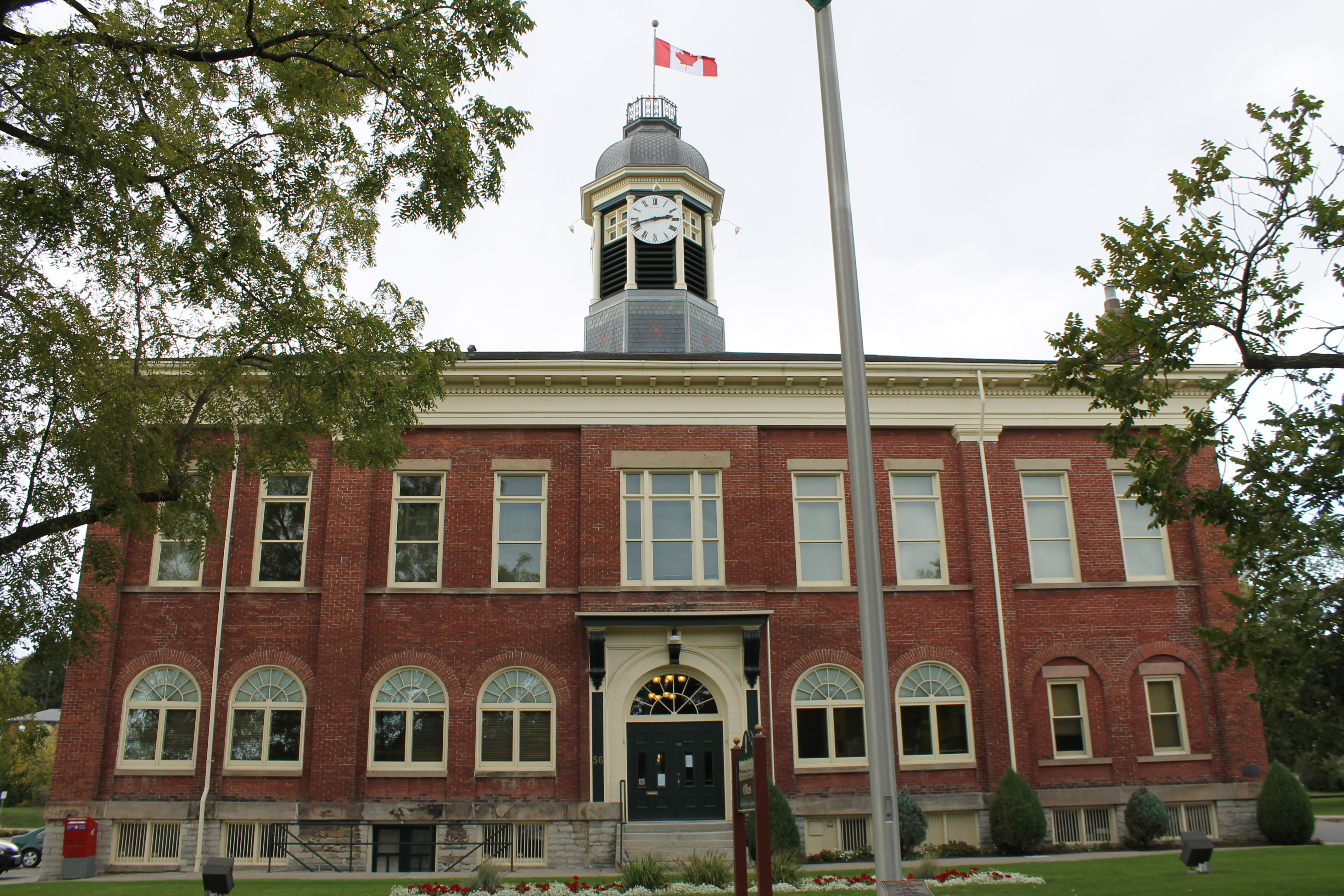
L'hôtel de ville de Port Hope (Canada) qui a servi pour le décor de la bibliothèque municipale de Derry dans les adaptations de 2017 et de 2019.

The Derry Public Library (la bibliothèque publique) est un lieu important dans le roman Ça mais surtout pour les personnages de Ben Hanscom et Mike Hanlon. Elle est dirigée en 1984 par Mike Hanlon lui-même.
La bibliothèque est décrite dans le roman comme étant un bâtiment imposant en pierre dont le hall est coiffé d'un dôme, situé sur Costello Avenue et divisé en deux parties ; l'une pour les enfants et l'autre pour les adultes, les deux parties étant reliées par un corridor en verre. Ce couloir représenterait, d'après Stephen King, le passage de l'enfance à l'âge adulte.
C'est à la bibliothèque que, en 1985, Ben Hanscom fait ses retrouvailles avec Grippe-Sou et que Mike Hanlon est agressé et gravement blessé par Henry Bowers.

### Dépôt des frères Tracker
Le dépôt abandonné des frères Tracker est un ancien dépôt de camions situé sur Kansas Street, non loin du centre-ville de Derry, au niveau du centre commercial (de l'autre côté des Friches-Mortes). Il était dirigé par les frères Phil et Tony Tracker qui entretenaient un terrain de baseball juste derrière le dépôt pour les enfants de la ville. Il ferma en 1978 et fut totalement détruit par un incendie au cours de la tempête du 31 mai 1985.
Décrit comme un bâtiment bas fait de vieilles briques oranges branlantes noircies par la suie et entouré sur trois côtés par un vaste terrain en gravier, le dépôt se situe juste en face de la maison des frères Tracker, une maison peinte en blanche et considéré comme la plus charmante de la rue.
C'est lors d'une visite du dépôt abandonné, en 1985, qu'Eddie Kaspbrak rencontre Grippe-Sou pour la première fois depuis son enfance ; celui-ci est alors transformé en Huggins le Roteur zombie (un des acolytes de Henry Bowers qui fut tué dans les égouts de Derry en août 1958) puis en Tony Tracker, en Greta Bowie (lycéenne de Derry en 1958 issue d'une famille aisée et malmenant des adolescents comme Beverly Marsh ou Eddie Kaspbrak) et en Patrick Hockstetter (autre acolyte de Henry Bowers).

### Sous-sols de Derry

#### Les égouts
Les égouts de Derry, aussi appelés les « boyaux » sont un dédale de tunnels destinés à la gestion des eaux usées de la ville gérée par le Service des eaux. Leur construction fut entreprise en 1885 et s'étendit sur douze conseils municipaux. D'après Zack Denbrough, le père de Bill et Georgie, la personne qui avait dirigé les travaux était morte durant la Seconde Guerre mondiale et le Service des eaux réalisa cinq ans plus tard que les plans des égouts avaient tous disparu (soit près de cinq kilos de cartes évaporés entre 1937 et 1950). C'est à cause de ces plans disparus que personne ne sait vraiment jusqu'où s'étendent les égouts de Derry et qu'il est arrivé que plusieurs personnes s'y soient égarées.
Les canalisations et collecteurs d'eaux principaux font environ 1,80 m de diamètre alors que les égouts secondaires (ceux des quartiers résidentiels) font entre 1 m et 1,20 m de diamètre.

#### L'antre de Ça
L'antre de Grippe-Sou le Clown se trouve sous les égouts de Derry, dans une immense caverne située exactement sous le centre-ville. C'est à cet endroit qu'est arrivé Ça des millions d'années auparavant.
Dans les adaptations de 2017 et de 2019, on peut se rendre dans les égouts et dans l'antre de Grippe-Sou par le vieux puits situé dans la maison abandonnée du 29, Neibolt Street. Dans les égouts se trouve la citerne, une gigantesque salle souterraine où se terre Ça en 1989 avant d'être repoussé par le Club des Ratés. En 2016, lorsque Bill, Ben, Richie, Mike, Beverly et Eddie reviennent, ils découvrent une trappe dans la vieille carriole du clown située au cœur de la citerne, qui conduit dans une immense caverne possédant toujours les traces figées de l'impact que la météorite de Grippe-Sou a provoqué lors de son arrivée sur Terre.

### Centre-ville de Derry
- Pharmacie de Center Street, dirigée de 1925 à 1975 par Norbert Keene avant de fermer et d'être remplacée par une banque.
- Canal Street, où s'alignent la plupart des bars de Derry.
- Le réseau d'égouts de la ville qui s'étend sous tout Derry (et réunit ses plus grands axes au vieux puits, situé dans la maison du 29, Neibolt Street), toile de fond du combat final entre le Club des Ratés et l'entité Grippe-Sou.

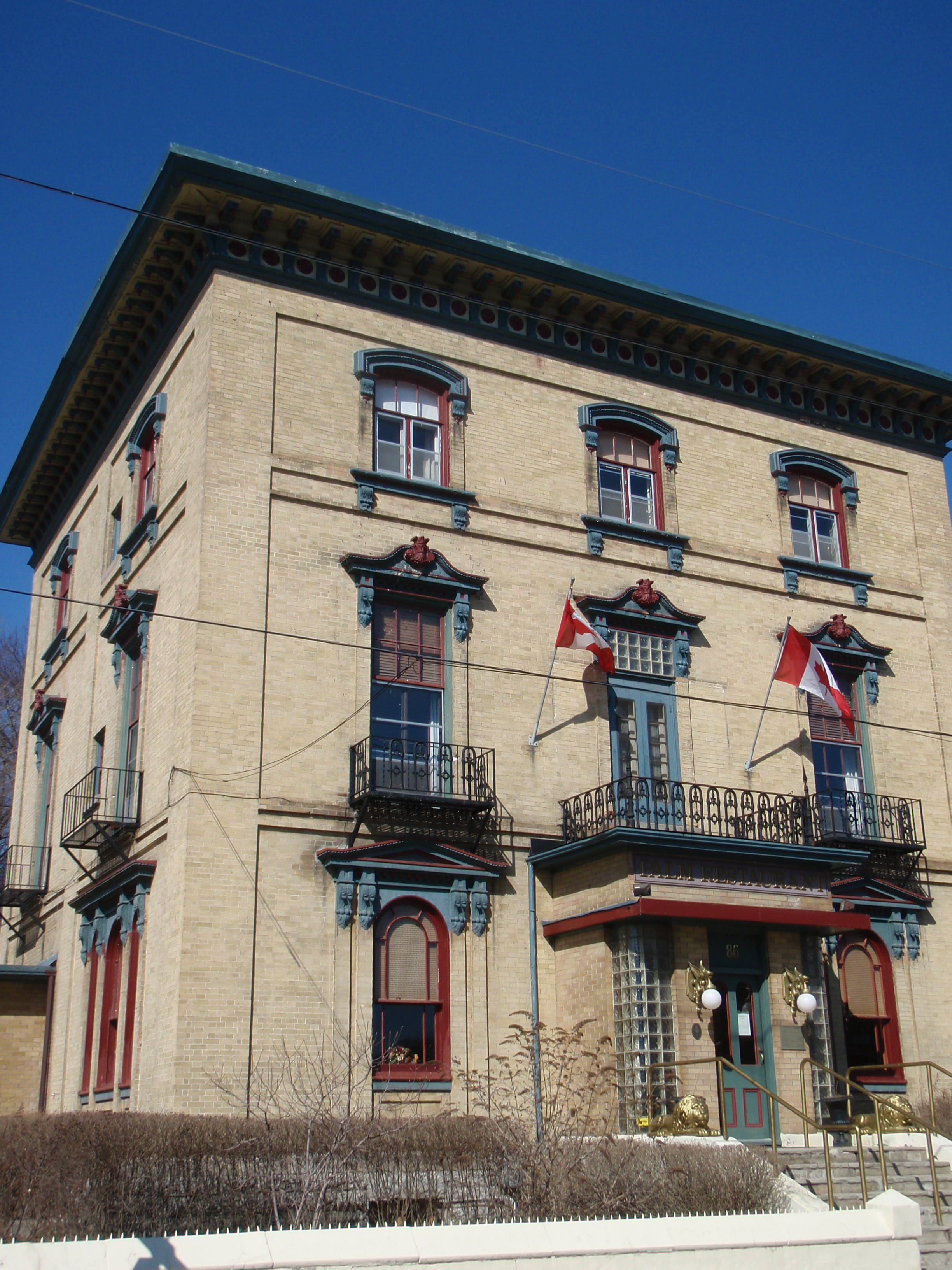
Décor du Derry Town House dans l'adaptation de 2019.

- Décor du Derry Town House dans l'adaptation de 2019.Le Falcon Bar, un bar à la clientèle exclusivement homosexuelle, situé en face de Bassey Park et dirigé par Elmer Curtie. Il a ouvert en 1973 et est décoré de nombreuses taxidermies d'oiseaux. Adrian Mellon et son compagnon Don Hagarty se sont rendus dans ce bar juste avant la mort d'Adrian, en 1984.
- Le Derry Town House, hôtel où les membres du Club des Ratés se retrouvent en 1985, situé sur la partie « chic » de Main Street, à moins d'un kilomètre de Bassey Park.
- Le Silver Dollar, ancien bar de Derry et site d'abattage de plusieurs hommes par Claude Héroux le 6 septembre 1904.
- Le Derry Home Hospital, hôpital de la ville.
- Le cimetière de Mount Hope.
- West Broadway, quartier chic de Derry où se trouvent de nombreuses maisons victoriennes.
- Le magasin Rose Doccaze vêtements d'occase, bric-à-brac d'antiquités et de vieux objets situé sur Up-Mile Street. C'est dans ce magasin que Bill Denbrough retrouve et rachète sa vieille bicyclette Silver (une Schiwnn) en 1985.

## Résidents de Derry

### Familles

#### Famille Bowers
- Henry Bowers †
- Oscar « Butch » Bowers †

#### Famille Denbrough
- William « Bill » Denbrough
- George « Georgie » Elmer Denbrough † (victime de Grippe-Sou)
- Zack et Sharon Denbrough

#### Famille Marsh
- Beverly « Bev » Marsh
- Alvin Marsh †
- Elfrida Marsh

#### Famille Tozier
- Richard « Richie » Tozier
- Maggie et Wentworth Tozier

#### Famille Kaspbrak
- Edward « Eddie » Kaspbrak † (victime de Grippe-Sou)
- Sonia Kaspbrak

#### Famille Hanlon
- Michael « Mike » Hanlon
- William et Jessica Hanlon †

#### Famille Corcoran
- Eddie Corcoran † (victime de Grippe-Sou)
- Dorsey Corcoran †
- Richard Macklin

#### Famille Bradley
- George Bradley †
- Al Bradley †

#### Famille Hanscom
- Benjamin « Ben » Hanscom
- Arlene Hanscom

### Autres résidents
- Stanley « Stan » Uris † (victime indirecte de Grippe-Sou)
- Adrian Mellon † (victime d'agresseurs homophobes, puis de Grippe-Sou)
- Don Hagarty
- Greta Bowie † (Greta Keene dans les adaptations de 2017 et 2019 où elle ne meurt pas)
- Patrick Hockstetter † (victime de Grippe-Sou)
- Victor « Vic » Criss † (victime de Grippe-Sou)
- Reginald Huggins le « Roteur » † (victime de Grippe-Sou)
- Betty Ripsom † (victime de Grippe-Sou)
- Norbert Keene, le pharmacien.
- Andrew Keene (petit-fils de Norbert Keene)
- Dave Gardener (qui a trouvé le corps de Georgie Denbrough)
- Harold Gardener (fils de Dave Gardener, officier de police qui a trouvé le corps d'Adrian Mellon)
- Dr Hale †
- John « Webby » Garton, Christopher Unwin et Steven Dubay (agresseurs d'Adrian Mellon)
- Marcia Fadden (amie de Greta Bowie)
- Mrs. Cole (vendeuse des billets du cinéma l'Aladdin)
- Mr. Foxworth (patron du cinéma de l'Aladdin)
- Elmer Curtie (patron du Falcon Bar)
- Sally Mueller (amie de Greta Bowie, descendante présumée de l'un des auteurs de l'incendie du Black Spot)
- Aloysius Nell (officier, interpelle le Club des Ratés dans les Friches-Mortes)
- Steve « Moose » Sadler (ami de Victor Criss) † (victime de Grippe-Sou)
- Dennis Torrio (seize ans) † (victime de Grippe-Sou)
- Richard « Dick » Hallorann (cuisinier de l'armée et membre du Black Spot ; on le retrouve aussi dans le roman Shining)
- Cheryl Lamonica (seize ans) † (victime de Grippe-Sou en 1958)
- Matthew Clement (trois ans) † (victime de Grippe-Sou en 1958)
- Veronica Grogan † (victime de Grippe-Sou en 1958)
- Barbara Starrett (bibliothécaire en 1958)
- Mrs Douglas (professeure en 1958)
- Mr Braddock (chef de la gare de Derry jusqu'en 1958)
- Carole Danner (collègue de Mike Hanlon à la bibliothèque)

### Résidents avant 1958
- John Markson † (victime indirecte de Grippe-Sou)
- Claude Héroux †

## Origines
Stephen King a créé Derry d'après la ville de Bangor, où il a sa résidence principale, notamment au niveau de la taille de la ville, de sa topographie et de la similarité entre certains bâtiments publics. L'auteur avouera même que Derry est Bangor à son portrait. Le château d'eau, le meurtre d'Adrian Mellon (renvoi direct au meurtre réel de Charlie Howard à Bangor), les Friches-Mortes, la statue de Paul Bunyan, les égouts et leur histoire, l'incendie du Black Spot, la majorité des événements qui ont lieu dans le roman Ça sont inspirés de véritables faits passés à Bangor. Pour Stanley Wiater et Christopher Golden, auteurs du livre The Stephen King Universe, King a passé beaucoup de temps à donner à Derry une véritable identité et en a fait l'un des champs de bataille principaux entre l'ordre et le chaos, et il est donc voué à y retourner encore dans d'autres livres.

## Œuvres figurant à Derry

### Œuvres où Derry sert de cadre principal ou partiel à l'histoire
- Ça (1986)
- Insomnie (1994)
- Dreamcatcher (2001)
- Salle d'autopsie quatre (tiré du recueil Tout est fatal, 2002)
- 22/11/63 (en partie, 2011)
- Sac d'os (partiellement, 1999)
- Extension Claire (tiré du recueil Nuit noire, étoiles mortes, 2010)
- Quand l'auto-virus met cape au nord (partiellement, tiré du recueil Tout est fatal, 2002)

### Œuvres où il est fait mention de Derry
- Running Man (1982)
- Simetierre (1983)
- Dôme (2009)
- Les Tommyknockers (1987)
- Bazaar (1991)
- Misery (1987)
- Le Corps (roman court tiré du recueil Différentes Saisons, 1982)
- La part des ténèbres (1993, roman)
- Juste avant le crépuscule (dans la nouvelle "Muet", 2012)
- La Dernière Mission de Gwendy (roman, 2023)

## Autres créations du Maine dans l'œuvre de Stephen King
Outre Derry, Castle Rock et Jerusalem's Lot qui sont souvent utilisés, Stephen King a créé d'autres villes fictives du Maine, dont Chamberlain dans Carrie ;  Chester 's Mill dans Dôme ; Haven dans The Tommyknockers et Ludlow (sans rapport avec la vraie ville de Ludlow dans le Maine) dans Simetierre ; Tarker's Mills dans L'Année du loup-garou...

## Utilisation par des tiers
- La romancière Tabitha King (épouse de Stephen King) fait référence à Derry dans son roman One on One (1993). Dans la postface, elle remercie « un autre romancier qui a eu la gentillesse de me permettre » d'utiliser le nom de sa ville.
- Derry est mentionnée dans la série télévisée Haven, elle-même tirée du roman The Colorado Kid de Stephen King.
- Dans l'adaptation 2019 de Simetierre, un panneau routier dans une scène fait référence à Derry qui dit être situé à vingt miles.
- Dans le roman Le Signal de Maxime Chattam, il est cité qu'un pêcheur ne donnant plus signe de vie sur son bateau est originaire de Derry, Maine.